# The Saami : a cultural encyclopaedia
Das Buch The Saami : a cultural encyclopaedia (deutsch „Die Samen : eine Kulturenzyklopädie“) ist eine 2005 bei der Finnischen Literaturgesellschaft erschienene Spezialenzyklopädie über Sápmi und Samische Studien. Die Herausgeber sind Ulla-Maija Kulonen, Irja Seurujärvi-Kari und Risto Pulkkinen. Die thematischen Artikel sind von namhaften internationalen Wissenschaftlern verfasst.

## Inhalt
Das Werk bietet einen aktuellen englischsprachigen und interdisziplinären Überblick über die traditionell mehrsprachige Forschungsliteratur zur Kultur und Geschichte der Samen in der vier Ländern Finnland, Norwegen, Russland und Schweden. Es enthält Artikel zu den samischen Sprachen und Literaturen, zu Kunst, Medien, Wirtschaft, Politik, Bildung sowie den natürlichen und sozialen Lebensbedingungen in Sápmi. Das Buch enthält etwa 500 zweispaltige Seiten und etwa die gleiche Anzahl von Einzelartikeln, inkl. Abbildungen und ein ausführliches Literaturverzeichnis. Eine vergleichbare Spezialenzyklopädie ist das etwa zwei Jahrzehnte früher erschienene Uppslagsverket Finland über die Finnlandschweden und Svenskfinland.
Die drei Herausgeber der samischen Kulturenzyklopädie wurden für ihr Werk 2006 mit dem Staatlichen Preis für Wissensvermittlung (Tiedonjulkistamisen valtionpalkinto/Statens pris för informationsspridning) des Ministeriums für Bildung und Kultur in Finnland ausgezeichnet.

## Geschichte
Teile des Lexikons waren bereits vor der Buchveröffentlichung digital im Internet zugänglich. Diese  digitale Version spiegelte die sprachliche Variation der Forschung, weil einzelne Autoren Lexikonartikel in Finnisch oder Schwedisch geschrieben haben, bevor sie für das gedruckte Buch ins Englische übersetzt wurden.
Der ursprüngliche Plan war, das Lexikon in vier Sprachversionen zu veröffentlichen, darunter Nordsamisch. Der Arbeit dazu begann 1998 in Zusammenarbeit zwischen der samischen Abteilung der Universität Tromsø, der archäologischen und samischen Abteilungen der Universität Umeå, des Instituts für die Sprachen Finnlands und der Finnischen Literaturgesellschaft.
Neben Ulla-Maija Forsberg, Risto Pulkkinen und Irja Seurujärvi-Kari gehörten ursprünglich auch Lars-Dan Beck, Christian Carpelan, Jelena Porsanger, Olavi Korhonen und Mikael Svonni zu den Leitern des Projektes.

### Saamelaiskulttuurin ensyklopedia (SENC)
Saamelaiskulttuurin ensyklopedia (finnisch, dt. „Enzyklopädie der samischen Kultur“) ist die seit 2019 veröffentlichte mehrsprachige Online-Version des Lexikons in Englisch, Nordsamisch, Finnisch und Schwedisch.  Es handelt sich um eine Wiki mit Artikeln und Mediendateien, die an der Universität Helsinki administriert wird und als Freier Inhalt unter einer CC-BY-Lizenz online verfügbar ist. Die aktuellen (seit 2020) Herausgeber sind Irja Seurujärvi-Kari, Pirjo Virtanen, Ilona Rauhala und Hanna Guttorm.
Die Wiki enthält alle Artikel und Abbildungen des gedruckten Lexikons, sowie weitere ungedruckte Texte und Medien, wie z. B. später fertiggestellte Artikel, neue Übersetzungen vorhandener Artikel sowie Audiodateien. Neben der Vervollständigung aller vier Sprachversionen ist eine fortlaufende Aktualisierung und Ergänzung des Inhalts geplant.